# The Best of Grace Slick
Albums de Grace Slick
Software
(1984)
The Best of Grace Slick est une compilation de Grace Slick, sortie le 23 février 1999.

## Liste des titres
| No  | Titre                       | Auteur                                              | Album original                       | Durée |
| --- | --------------------------- | --------------------------------------------------- | ------------------------------------ | ----- |
| 1.  | Somebody to Love            | Darby Slick                                         | Surrealistic Pillow                  | 2:59  |
| 2.  | White Rabbit                | Grace Slick                                         | Surrealistic Pillow                  | 2:34  |
| 3.  | Rejoyce                     | G. Slick                                            | After Bathing at Baxter's            | 4:03  |
| 4.  | Lather                      | G. Slick                                            | Crown of Creation                    | 2:58  |
| 5.  | Triad                       | David Crosby                                        | Crown of Creation                    | 4:52  |
| 6.  | Eskimo Blue Day             | G. Slick, Paul Kantner                              | Volunteers                           | 6:34  |
| 7.  | Sunrise                     | G. Slick                                            | Blows Against the Empire             | 1:56  |
| 8.  | Mexico                      | G. Slick                                            | Early Flight                         | 2:07  |
| 9.  | Law Man                     | G. Slick                                            | Bark                                 | 2:42  |
| 10. | Across the Board            | G. Slick                                            | Baron von Tollbooth & the Chrome Nun | 4:36  |
| 11. | Better Lying Down           | G. Slick, Pete Sears                                | Manhole                              | 3:14  |
| 12. | Hyperdrive                  | G. Slick, P. Sears                                  | Dragon Fly                           | 7:43  |
| 13. | Fast Buck Freddie           | G. Slick, Craig Chaquico                            | Red Octopus                          | 3:30  |
| 14. | All the Machines            | G. Slick, Peter Wolf                                | Software                             | 4:50  |
| 15. | Wrecking Ball               | G. Slick, Scott Zito                                | Welcome to the Wrecking Ball!        | 3:52  |
| 16. | We Built This City          | Bernie Taupin, Martin Page, Dennis Lambert, P. Wolf | Knee Deep in the Hoopla              | 4:55  |
| 17. | Do You Remember Me?         | G. Slick                                            | Inédit                               | 3:56  |
| 18. | Nothing's Gonna Stop Us Now | Albert Hammond, Diane Warren                        | No Protection                        | 4:27  |